# Emil Czech

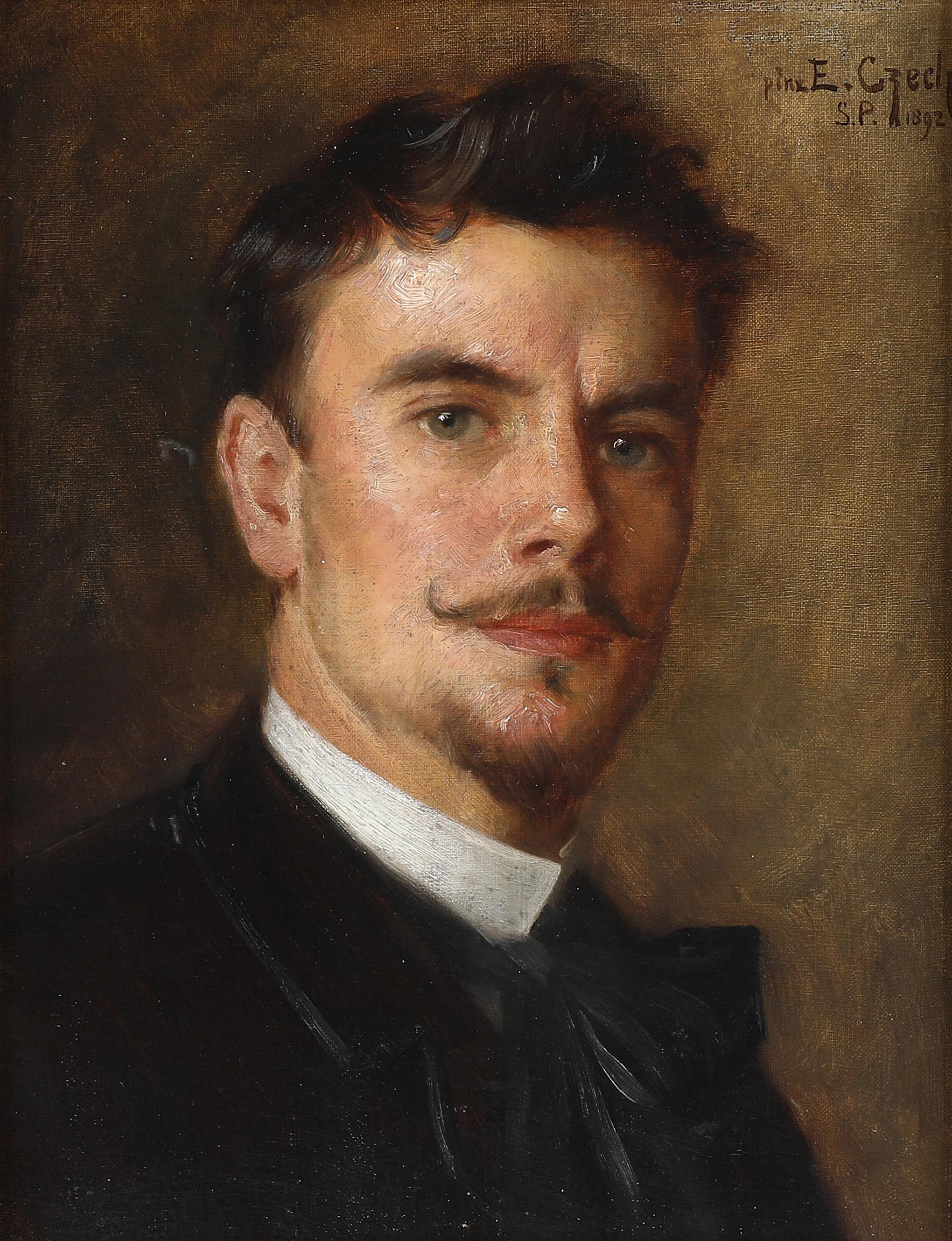
Selbstporträt, 1892

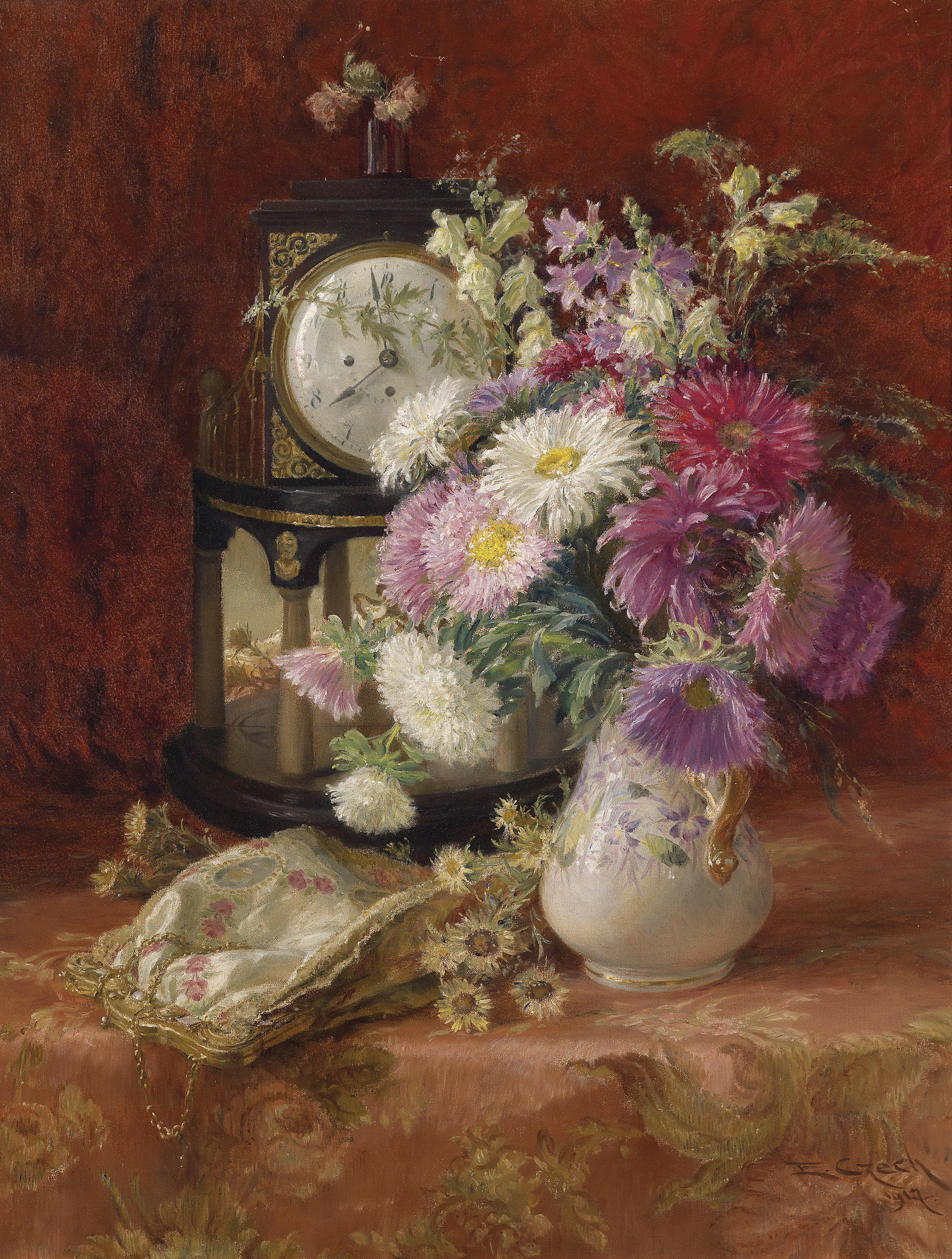
Stillleben mit antiker Uhr, 1917

Emil Czech (* 17. Oktober 1862 in Ober Langendorf/Horní Dlouhá Loučka; † 7. Juli 1929 in Dolní Dlouhá Loučka, heute beide Dlouhá Loučka in Okres Olomouc, Tschechien) war ein österreichischer Maler aus Mähren.

## Biografie
Czech wurde als jüngstes von zehn Kindern eines Bierbrauers geboren. Seine Kindheit verbrachte er in Mährisch-Neustadt. Er begann sein Kunststudium in der Wiener Zeichenschule von Peuschel und Deininger, dann an der k.k. Kunstgewerbeschule des k.k. Österreichischen Museums für Kunst und Industrie bei Michael Rieser. Danach arbeitete er sechs Jahre lang bei Eduard Veith bei der Bühnenmalerei für das Wiener Volkstheater.
Czech verwertete dann seine Erfahrungen bei den Deckenmalereien im Laibacher Theater. 1890 gründete er sein eigenes Atelier, wo er Porträts, Landschaften und Genrebilder, wie auch sakrale Bilder malte. Seine frühen Werke waren im Stil des akademischen Naturalismus gehalten, aber stufenweise ging er zu einer impressionistischen Koloristik über.
Ab 1904 war er Mitglied der Genossenschaft der bildenden Künstler und ab 1916 Mitglied des Albrecht-Dürer-Bundes. Seine Werke nahmen an Ausstellungen in Wien, München, Graz, und Berlin teil; 1903 zeigte er seine Werke auf der österreichischen Ausstellung in Chicago.